# Joseph Rocamora
Pour les articles homonymes, voir Rocamora.
Joseph Rocamora, né le 28 septembre 1968, est un taekwondoïste français.
Il devient le plus jeune français champion de France senior à l'âge de 14 ans.
Il remporte la médaille de bronze dans la catégorie des moins de 70 kg aux Championnats du monde de taekwondo 1989. Il est notamment le premier taekwondoïste à avoir mis KO un double champion mondiale de l'équipe coréenne (Shimwoohyun).
Il est élu sportif de l'année 1990 par la revue Karaté Bushido:Katana d'or.
En 2001, il donne naissance à son premier enfant Ruben ROCAMORA.
En 2004, il donne naissance à des triplés Lucas, Miguel et Esteban ROCAMORA.